# Mercedes Colás de Meroño
Mercedes Colás Irisarri, més coneguda com a «Porota» o per vinculació amb el seu marit i filla Mercedes Colás de Meroño, (Buenos Aires, 11 de juliol de 1925 - Buenos Aires, 21 d'abril de 2021) va ser una activista pels drets humans argentina, que va exercir de vicepresidenta de l'associació Mares de Plaça de Maig fins al 2021.

## Biografia
El seu pare, José María Colás, va ser paleta i militant anarcosindicalista que, després del cop d'estat de 1930, va començar a ser perseguit per la dictadura de José Félix Uriburu. A l'any següent, la família –el pare, la mare, la germana gran i ella mateixa– es van haver d'exiliar davant les amenaces de mort i es van traslladar al poble navarrès de Lodosa, quan ella tot just tenia 6 anys d'edat.
El 1936, després d'esclatar la Guerra Civil espanyola, el seu pare, partidari de la Segona República Espanyola, va ser afusellat al poble de Tudela per un grup de feixistes. Ella tampoc es va escapar de les represàlies i, amb 11 anys d'edat, va ser rapada al zero com a forma d'identificació i escarment per a la filla d'un revolucionari.
| « | Vaig passar un any de guerra civil espanyola on van afusellar al meu pare i a mi que tenia 11 anys em van tallar el cabell al cero. | » |

L'any 1939 va tornar a l'Argentina tot i estar amenaçada de mort, amb 14 anys. A aquesta edat va començar a festejar amb Francisco Meroño, i s'hi va casar, cinc anys després, amb 19 anys. El 4 de juny de 1946 va néixer la seva única filla, Alicia Norma Meroño.

## Mares de Plaza de Mayo
El 5 de gener de 1978, la seva filla, amb 31 anys, va ser segrestada a casa seva, al carrer de Benito Juárez, 4285, de Buenos Aires. Des de llavors roman desapareguda. Estava divorciada i tenia tres fills: Martín, Patricia i Leandro. Vuit mesos després, havent caigut en depressió en tornar a patir una tragèdia familiar, Colás va participar, per primera vegada, de la tradicional marxa que les Mares de Plaza de Mayo realitzaven cada dijous. El seu marit li va comentar sobre aquestes dones que usaven el mocador blanc.
| « | Em vaig comprar un mocador blanc i vaig venir a la plaça i em vaig asseure en un banc i em vaig posar a plorar. Una altra mare se'm va acostar i em va dir «a vós qui us falta?». «La meva filla». «Bé, aquí no es ve a plorar, aquí es ve a lluitar». | » |

Des de llavors, va participar activament a l'organització fins a arribar a exercir el càrrec de vicepresidenta de l'entitat. Com a activista de l'organització va mantenir, al costat de les seves companyes, diferents trobades amb diferents líders mundials, com ara Fidel Castro, Iàssir Arafat, el Subcomandant Marcos, Luiz Inácio Lula da Silva, Evo Morales, Rafael Correa i Hugo Chávez. Va morir el 21 d'abril de 2021 a la seva residència del barri de Villa Devoto, de Buenos Aires, als 95 anys.